# 路易吉·卡普安纳
路易吉·卡普安纳（Luigi Capuana，1839年5月28日—1915年11月29日），意大利作家、记者，真实主义文学的代表人物之一。他是乔万尼·维尔加的同时代人，两人都是卡塔尼亚人。他也是意大利最早受到法国自然主义者左拉影响的作家之一。  